# Inibitori della proteasi
Gli inibitori della proteasi sono una classe di farmaci impiegata nel trattamento di alcune infezioni virali, in particolare quelle da HIV e da virus dell'epatite C.

## Meccanismo d'azione
Come intuibile dal nome, questi farmaci agiscono inibendo le proteasi virali, enzimi coinvolti nella produzione delle proteine.
Le proteine del core virale vengono prodotte in lunghi filamenti polipeptidici, ognuno dei quali contiene varie copie di proteine del core. Le proteasi riconoscono specifiche sequenze di queste catene polipeptidiche, poste tra una futura proteina e l'altra, ed effettuano dei tagli a livello di esse: in questo modo, le singole proteine vengono separate e possono quindi progredire nella loro maturazione, andando poi a costruire il core virale.
Inibendo le proteasi, i filamenti polipeptidici non vengono scissi, e pertanto non possono nemmeno essere create le proteine del core, e quindi gli stessi core: conseguentemente, senza core, la replicazione virale subisce una battuta d'arresto. Le particelle virali non vengono prodotte, o se prodotte risultano talmente difettive da non poter causare infezione.

## Uso
Gli inibitori della proteasi vengono generalmente somministrati assieme ad altre categorie di farmaci antivirali nella cosiddetta terapia HAART. In tal modo si ottiene un risultato assai maggiore rispetto alla monoterapia, in quanto viene sommata l'efficacia dei singoli farmaci, e si evitano eventuali resistenze esistenti verso uno specifico farmaco.

## Esempi di farmaci
Farmaci inibitori della proteasi di HIV1:
- Amprenavir
- Atazanavir
- Darunavir
- Fosamprenavir
- Indinavir
- Lopinavir
- Nelfinavir
- Saquinavir
- Tipranavir

Farmaci inibitori della proteasi del virus dell'epatite C:
- Asunaprevir
- Boceprevir
- Grazoprevir
- Paritaprevir
- Simeprevir
- Telaprevir

Farmaci booster:
- Ritonavir[10]
- Cobicistat[11]

## Storia
I primi inibitori delle proteasi, saquinavir e ritonavir, vennero approvati dall'FDA e immessi nel mercato a metà degli anni '90. 
Nel'arco di due anni (1995-1997), le morti dovute ad AIDS negli Stati Uniti d'America passarono da 50000 a meno di 20000, e le diagnosi di AIDS da 67000 a 40000. 

Grafico che illustra un calo del 60% in due anni della mortalità legata ad AIDS e delle diagnosi di AIDS negli Stati Uniti a partire dal 1995, anno di introduzione dei primi inibitori della proteasi.

L'impatto mediatico fu tale che la rivista Time nominò il dott. David Ho come persona dell'anno 1996 e dedicò la copertina a dicembre di quell'anno, per la sua attività di ricerca e sviluppo in questa classe di farmaci.

## Reazioni avverse
Gli inibitori della proteasi virale possono presentare alcuni effetti collaterali, tra cui iperlipidemia, diabete di tipo 2, calcoli renali.
Per lungo tempo la lipodistrofia, che tendeva a manifestarsi in molti pazienti nelle prime terapie antiretrovirali, è stata ricollegata all'utilizzo di inibitori della proteasi. Non trovando riscontro negli studi in fase IV sulle combinazioni con antiretrovirali di nuova concezione, nell'ottobre 2015 l'EMA ha tolto l'indicazione della lipodistrofia tra gli effetti collaterali nei foglietti illustrativi dell'Aptivus (Tipranavir), Crixivan (Indinavir), Evotaz (Atazanavir/Cobicistat), Invirase (Saquinavir), Kaletra (Lopinavir/ritonavir), Norvir (Ritonavir), Prezista (Darunavir), Reyataz (Atazanavir), Rezolsta (Darunavir/Cobicistat), Stribild (Elvitegravir/Cobicistat/Emtricitabine/Tenofovir) e Telzir (Fosamprenavir).